# Урбани, Норберто
Норберто Леонардо Урбани (исп. Norberto Leonardo Urbani; 12 августа 1975, Кордова, Аргентина) — аргентинский футболист, нападающий. Дважды становился лучшим бомбардиром чемпионата Андорры.

## Биография
Начал карьеру в «Расинге» из Кордовы, клуб выступал во втором по силе дивизионе Аргентины. Летом 2000 года покинул команду. В сезоне 2002/03 являлся игроком панамского «Пласа Амадор», также был в расположении американского «Тампа Бэй», итальянской «Пармы» и испанского «Альбасете».
Во время нахождения Норберто в Испании, его брат Мариано играл в Андорре. Вскоре и сам Норберто перебрался в Андорру, где присоединился к «Ранжерсу». Параллельно с футболом аргентинец работал менеджером по продажам бытовой техники. В июне 2005 года дебютировал в еврокубках, в рамках двухматчевого противостояния первого раунда Кубка Интертото против австрийского «Штурма». Первая, домашняя встреча завершилась первой для андоррских команд ничьей (1:1). Единственный гол в составе «Ранжерса» забил именно Урбани. В ответной игре «Штурм» забил пять безответных мячей и прошёл в следующий раунд. Летом 2006 года сыграл в двух матчах первого раунда Кубка УЕФА против боснийского «Сараево» (0:5). Сезон 2006/07 завершился для «Ранжерса» золотыми медалями чемпионата Андорры, а Норберто вместе с Жоаном Тоскано из «Санта-Коломы» стали лучшими бомбардирами турнира, забив по 14 голов.
Летом 2007 года стал игроком «Санта-Коломы». В июле 2007 года, в первом раунде квалификации Кубка УЕФА на своем поле «Санта-Колома» неожиданно обыграла израильский «Маккаби» из Тель-Авива (1:0). Эта победа стала первой для команд из Андорры в европейских соревнованиях. В гостях андоррцы проиграли (0:4) и вылетели из турнира. Суперкубок Андорры завершил для команды победой над «Сан-Жулией» со счётом (3:0), Норберто отметился забитым дублем. В июле 2008 года Урбани сыграл в двухматчевом противостоянии против литовского «Каунаса», где аргентинец забил гол в выездной игре. «Санта-Колома» в итоге уступила со счётом (2:7). В сезоне 2008/09 Норберто стал лучшим бомбардиром Примера Дивизио забив 22 гола, а «Санта-Колома» стала серебряным призёром турнир. В Кубке Андорры команда разгромила «Лузитанс» со счётом (6:1), Урбани отметился забитым дублем.
В июле 2009 года сыграл во втором квалификационном раунде Лиги Европы против швейцарского «Базеля» (1:7). Сезон 2009/10 вновь завершился для команды победой в чемпионате Андорры. В сентябре 2009 года в матче за Суперкубок Андорры «Санта-Колома» уступила «Сан-Жулии» со счётом (1:2). Летом 2010 года принял участие в игре первого квалификационного раунда Лиги Европы против мальтийской «Биркиркары», Урбани забил гол, однако «Санта-Колома» уступила (3:4). В сезоне 2010/11 стал чемпионом Андорры, по ходу турнира аргентинец забил 14 голов, являясь при этом капитаном. Летом 2011 года сыграл в квалификации Лиги чемпионов против люксембургского Ф91 Дюделанжа (0:4). В сентябре 2011 года сыграл в матче за Суперкубок Андорры против «Сан-Жулии» (3:4). Сезон 2011/12 завершился для команды серебряными медалями чемпионата. Сразу после игр квалификации Лиги Европы, летом 2012 года, против хорватского «Осиека», в котором «Санта-Колома» уступила со счётом (1:4), Норберто Урбани покинул команду и вернулся в Аргентину.

## Достижения
«Ранжерс»
- Чемпион Андорры (1): 2006/07
- Лучший бомбардир чемпионата Андорры (1): 2006/07

«Санта-Колома»
- Чемпион Андорры (3): 2008/09, 2009/10, 2010/11
- Серебряный призёр чемпионата Андорры (1): 2011/12
- Обладатель Кубка Андорры (1): 2009
- Обладатель Суперкубка Андорры (1): 2007
- Лучший бомбардир чемпионата Андорры (1): 2008/09